# Păsări limicole
Păsările limicole sau păsările de țărm sunt păsări din ordinul Charadriiformes pe care le găsim în mod obișnuit umblând de-a lungul țărmurilor și al mlaștinilor pentru a căuta hrană, de obicei mici artropode precum insectele acvatice sau crustaceele.
Există aproximativ 210 specii de limicole, dintre care majoritatea trăiesc în zone umede sau de coastă. Multe specii din regiunile arctice și temperate sunt puternic migratoare, dar păsările tropicale sunt adesea rezidente sau se deplasează doar ca răspuns la regimul precipitațiilor. Unele dintre speciile arctice, cum ar fi Calidris minuta, se numără printre cele mai îndepărtate migratoare, petrecând sezonul fără reproducere în emisfera sudică.

## Taxonomie
În taxonomia Sibley-Ahlquist, limicolele și multe alte grupuri sunt subsumate unui ordin Ciconiiformes mult mărit. Cu toate acestea, clasificarea Charadriiformes este unul dintre cele mai slabe puncte ale taxonomiei Sibley-Ahlquist, deoarece hibridizarea ADN-ADN s-a dovedit a fi incapabilă să rezolve în mod corespunzător interrelațiile din acest grup. Anterior, limicolele erau reunite într-un singur subordin Charadrii, dar acesta s-a dovedit a fi un „taxon coș de gunoi”, reunind nu mai puțin de patru descendenți charadriiformi într-un ansamblu parafiletic. În urma unor studii recente (Ericson et al., 2003; Paton et al., 2003; Thomas et al., 2004a, b; van Tuinen et al., 2004; Paton & Baker, 2006), păsările rătăcitoare pot fi subdivizate mai exact după cum urmează, Charadrii fiind reconfigurat într-un subordin monofiletic.
În mod tradițional, limicolele sunt un grup de două subordine charadriiforme care includ 13 familii. Speciile din al treilea subordin charadriiform, Lari, nu sunt considerate în mod universal ca limicole, deși familiile din Lari care pot fi incluse în mod diferit sunt enumerate mai jos.
- Subordinul Charadrii
  - Familia Burhinidae – (10 specii)
  - Familia Pluvianellidae
  - Familia Chionidae – (2 specii)
  - Familia Pluvianidae
  - Familia Charadriidae – (68 specii)
  - Familia Recurvirostridae – (10 specii)
  - Familia Ibidorhynchidae
  - Familia Haematopodidae – (12 specii)
- Subordinul Scolopaci
  - Familia Rostratulidae – (3 specii)
  - Familia Jacanidae – (8 specii)
  - Familia Pedionomidae
  - Familia Thinocoridae – (4 specii)
  - Familia Scolopacidae – (98 specii)
- Subordinul Lari
  - Familia Turnicidae – (18 specii)
  - Familia Dromadidae
  - Familia Glareolidae – (17 specii)

## Galerie

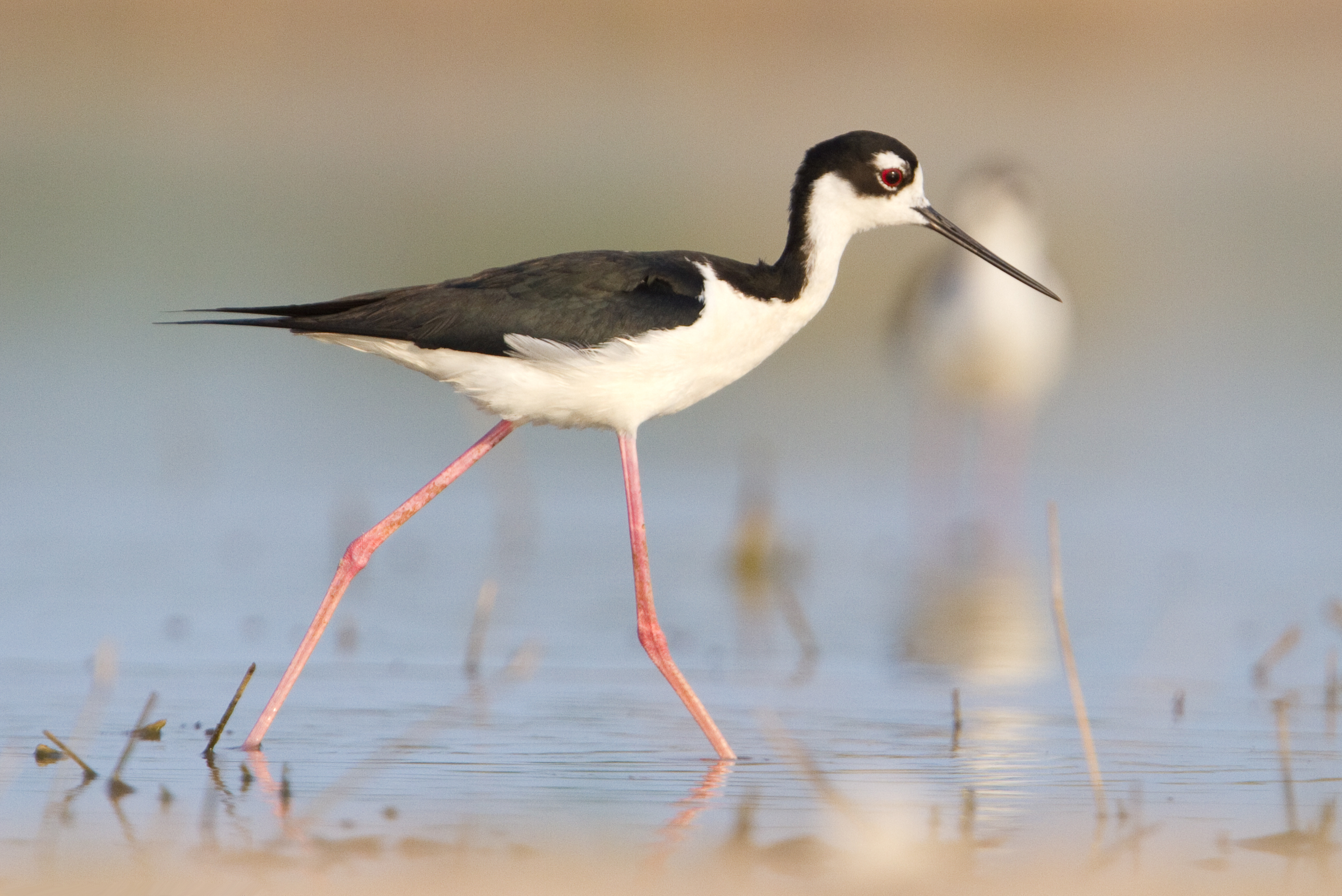
Himantopus mexicanus
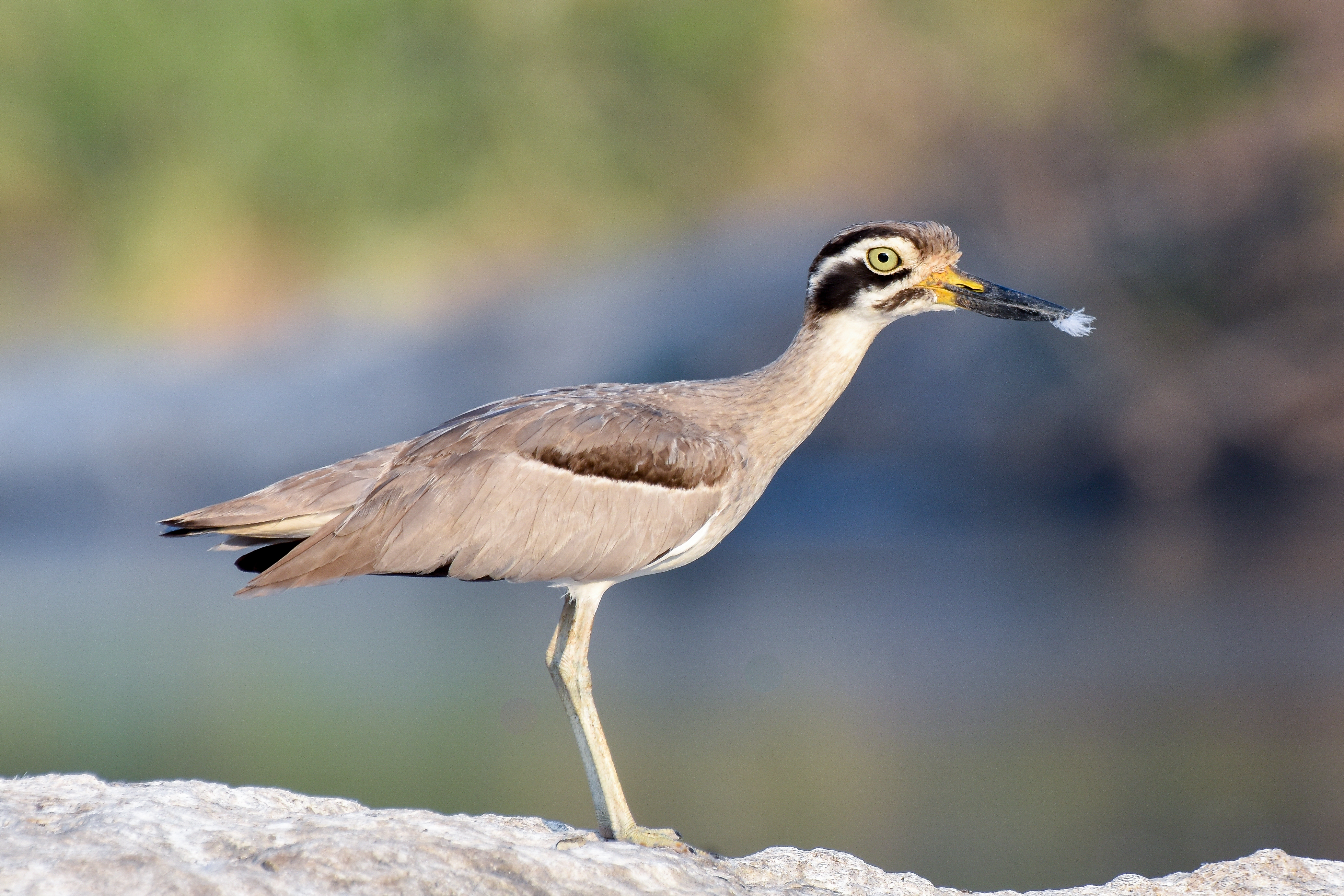
Esacus recurvirostris
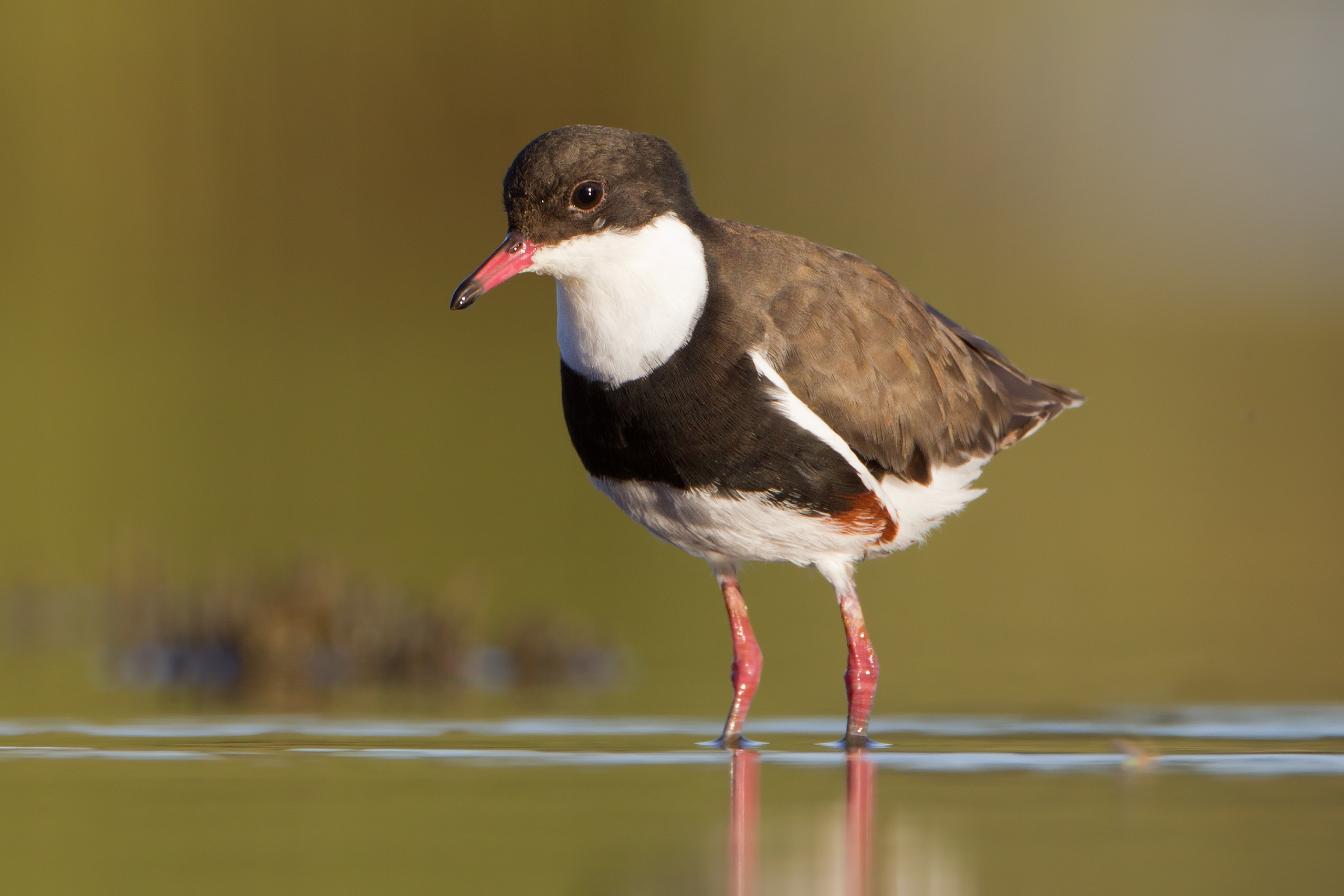
Erythrogonys cinctus
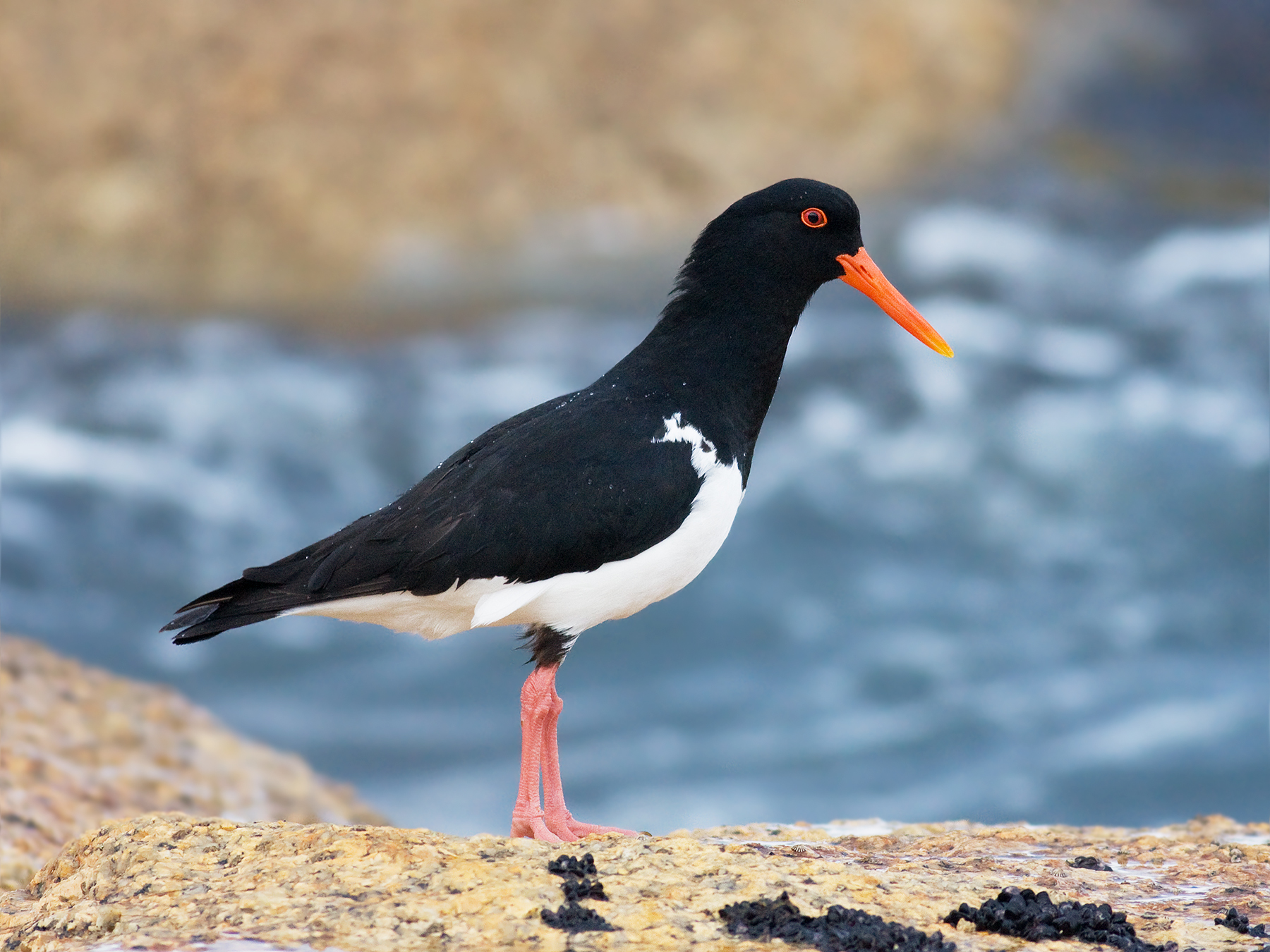
Haematopus longirostris

## Legături externe
- Materiale media legate de Păsări limicole la Wikimedia Commons